# Jeanne Bates
Jeanne Bates (* 21. Mai 1918 in Berkeley, Kalifornien; † 28. November 2007 in Woodland Hills, Kalifornien) war eine US-amerikanische Schauspielerin.

## Leben
Bates begann ihre Schauspielkarriere als Studentin am San Mateo Junior College: Sie spielte in der San-Francisco-Mystery-Radioshow Whodunit von Lew X. Lansworth mit. Dank ihrer Stimme wurde sie schnell bekannt und 1942 von Columbia Pictures unter Vertrag genommen, wo sie zunächst in Mystery-Horror-Filmen zu sehen war. In den 1940er-Jahren spielte sie Haupt- und Nebenrollen in einer Reihe von B-Filmen, unter anderem an der Seite von Erich von Stroheim im Horrorfilm The Mask of Diijon. Der große Durchbruch zum Hollywood-Star blieb jedoch aus und ab den 1950er-Jahren war sie vorrangig als Gastdarstellerin in verschiedenen Fernsehserien zu sehen, etwa Perry Mason, Bonanza und Twilight Zone.
Zwischen 1961 und 1966 hatte sie eine feste Nebenrolle als Nurse Wills in der Arztserie Ben Casey mit Vince Edwards in der Hauptrolle. Aus ihrer späteren Karriere sind vor allem ihre Nebenrollen in den von David Lynch inszenierten Kinofilmen Eraserhead (1977) und Mulholland Drive – Straße der Finsternis (2001) hervorzuheben. Auch hatte sie 1990 eine Rolle in Stirb langsam 2 neben Bruce Willis. Ebenfalls wirkte sie weiterhin an Serien wie Drei Engel für Charlie, Quincy, Dallas und zuletzt 2002 Die wilden Siebziger mit. Insgesamt war sie in mehr als 130 Produktionen zu sehen. 
1943 heiratete Bates Lansworth, mit dem sie bis zu dessen Tod 1981 zusammen war. Sie starb 2007 im Alter von 89 Jahren an Brustkrebs.

## Filmografie (Auswahl)
Film
- 1943: The Chance of a Lifetime
- 1943: Die Rückkehr der Vampire (The Return of the Vampire)
- 1944: The Soul of a Monster
- 1945: Tonight and Every Night
- 1946: The Mask of Diijon
- 1951: Der Tod eines Handlungsreisenden (Death of a Salesman)
- 1952: Paula
- 1957: Fluch der Gewalt (Trooper Hook)
- 1959: Razzia auf Callgirls (Vice Raid)
- 1964: Der Würger von Boston (The Strangler)
- 1970: Stellt euch vor, es gibt Krieg und keiner geht hin (Suppose They Gave a War and Nobody Came)
- 1977: Eraserhead
- 1977: Vier treue Pfoten (Poco… Little Dog Lost)
- 1986: Gangster Kid (Touch and Go)
- 1990: Stirb langsam 2 (Die Hard 2)
- 1991: Mom
- 1991: Wilde Orchidee 2 (Wild Orchid II: Two Shades of Blue)
- 1991: Grand Canyon – Im Herzen der Stadt (Grand Canyon)
- 1993: Nightmare Lover
- 2001: Mulholland Drive – Straße der Finsternis (Mulholland Drive)

Fernsehen
- 1955: Rauchende Colts (Gunsmoke, eine Folge)
- 1957–1958: State Trooper (drei Folgen)
- 1957–1959: The Restless Gun (fünf Folgen)
- 1958: Perry Mason (drei Folgen)
- 1958: Lassie (eine Folge)
- 1958–1959: Dezernat M (M Squad, drei Folgen)
- 1958–1962: Wagon Train (sechs Folgen)
- 1959: Bonanza (eine Folge)
- 1959: Peter Gunn (eine Folge)
- 1961–1966: Ben Casey (33 Folgen)
- 1974–1977: Barnaby Jones (drei Folgen)
- 2002: Die wilden Siebziger (That ’70s Show, eine Folge)